# حارة النصر (الحصبة)

تعديل مصدري - تعديل

حارة حارة النصر هي إحدى حارات حي الحصبة الشمالية بمديرية الثورة إحد مديريات العاصمة اليمنية صنعاء، بلغ تعداد سكانها 4124 نسمة حسب تعداد اليمن لعام 2004.